# Leïla el-Wakil
Leïla el-Wakil  est historienne de l'art et architecte, spécialisée dans le patrimoine architectural. Elle a été professeure associée à l'université de Genève. 

## Enfance et études
Leïla el-Wakil est née au Caire, fille du Dr Ibrahim Moukhtar el-Wakil (1911-1988), directeur du bureau de la Ligue arabe à Genève, et de Jamila el-Ghaïaty (1914-1985). Ses grands-parents maternels sont Ali el-Ghaïaty (fondateur de La Tribune d'Orient, Genève, 1922-1937) et Aïcha el-Ghaïaty née Lucienne Jacquemot à La Chaux-de-Fonds. La famille déménage à Genève quand elle a 3 ans, c’est là que Leïla el-Wakil fait sa scolarité et obtient une maturité latine et les prix Hentsh et Duchosal. Elle mène ensuite des études en parallèle à la Faculté des Lettres (licence en 1976) et à l'École d'architecture de l'université de Genève (diplôme en 1979). Elle bénéficie notamment des enseignements de Marcel Roethlisberger et de Maurice Besset en histoire de l'art, ainsi que de Conrad-André Beerli et Raymond Reverdin à l'École d'architecture. Elle obtient le prix d'histoire Ador pour son mémoire de licence sur l' Architecture et urbanisme à Genève sous la Restauration et termine ses études d'architecte avec une proposition de réhabilitation du Musée d'art et d'histoire de Genève.

## Carrière et engagements
Leïla el-Wakil travaille deux ans dans le bureau de Claude Jacottet à Lutry, spécialisé dans la restauration des monuments historiques du canton de Vaud. Elle est ensuite assistante en histoire de l'art à l'Université de Genève. Elle enseigne et fait une thèse, Bâtir la campagne Genève 1800-1860 (soutenue en 1986), qui montre son intérêt pour l'architecture régionale, encore peu étudiée à ce moment.
Active dans la cause de la sauvegarde du patrimoine, Leïla el-Wakil intègre le comité de la Société d'Art public (devenu Patrimoine Suisse) et est la cheville ouvrière de plusieurs luttes remportées dans les années '80, comme celle pour le maintien de l'Hôtel Métropole que la Ville de Genève pensait démolir ou celle pour la restauration du musée de l'Ariana. Elle participe de 1992 à 2002 aux travaux de la Commission des monuments, de la nature et des sites auprès du Département des travaux publics (actuel DCTI) du canton de Genève, documente et publie le patrimoine genevois.
Assistante, maître-assistante, bénéficiaire d'un subside Athena du Fonds national pour une recherche sur la perception et la réception du patrimoine monumental à l'âge moderne, Leïla el-Wakil continue sa carrière universitaire principalement entre l'Institut d'architecture de l'université de Genève dans le cadre d'une formation postgrade Sauvegarde du patrimoine bâti moderne et contemporain, dirigée par Bruno Reichlin et le Département d'histoire de l'art et de musicologie de l'université de Genève. L'université lui confie en 1998 la mise en place d'une formation continue à l'intention des guides touristiques genevois et romands, Patrimoine et Tourisme,. Elle enseigne aussi hors de Genève, notamment dans les universités de Neuchâtel et Hanoï.
En 2003, Leïla el-Wakil est nommée maître d'enseignement et de recherche à l'université de Genève et en 2013 professeure associée. Elle réoriente son travail en direction de l'architecture des terrains coloniaux et de l'Égypte en particulier. Son engagement dans ce champ patrimonial l'amène à entreprendre une action de sauvegarde du village de Nouveau Gourna, situé sur la rive ouest de Louxor, construit par Hassan Fathy entre 1945 et 1948. Elle fonde en compagnie de l'écrivain Rachida Teymour et de l'historienne de l'art Nadia Radwan, une association internationale appelée Save the heritage of Hassan Fathy ; épaulée ensuite par les spécialistes mondiaux de l'architecture de terre et le professeur Hubert Guillaud de Craterre (ENSAG), elle convainc l'UNESCO de démarrer une action de sauvetage de ce patrimoine mondial. Elle est également impliquée depuis 2010 dans le Master avancé en Muséologie des Beaux-Arts et en Conservation du Patrimoine du Triangle Azur plus (réseau de coopération qui réunit les universités de Genève, de Lausanne et de Neuchâtel),.
Dans le cadre de la 15e Exposition internationale d'architecture à la Biennale de Venise de 2016, Leïla el-Wakil est responsable du «Salon Suisse».

## Principales publications
- Bâtir la campagne: Genève 1800-1860, Genève, Georg, 2 vol., 1988-1989, 640 p[8].
- Léman 1900 : morceaux choisis d'architecture : une poésie monumentale texte: Leïla el-Wakil, photographies: Erich Mohr, Chêne-Bourg, Georg, 1994[9]
- Jean-Daniel Blavignac, 1817-1876 : [exposition au Musée de Carouge, 22 novembre 1990-17 février 1991] / sous la dir. de Leïla El-Wakil ; [en collab. avec Jean M. Marquis et l'assistance de Carole Borboën], Carouge, 1990
- Genève 1896 : regards sur une exposition nationale sous la dir. de Leïla el-Wakil & Pierre Vaisse, Chêne-Bourg/Genève, Paris, Georg, 2001
- Genève - Lyon - Paris : relations artistiques, réseaux, influences, voyages : [actes du colloque de Genève, juin 2002] sous la dir. de Leïla el-Wakil et Pierre Vaisse, Genève, Georg, 2004
- Études transversales : mélanges en l'honneur de Pierre Vaisse sous la dir. de Leila El-Wakil, Stéphanie Pallini et Lada Umstätter-Mamedova, Lyon, Presses universitaires de Lyon, 2005
- Patrimoine genevois : État des lieux, direction, Gollion, InFolio, 2007, 128 p.
- Liber Veritatis. Mélanges en l’honneur du professeur Marcel G. Roethlisberger, codirection avec Patrick Guerretta, Paul Lang, Jean-Marie Marquis, Mauro Natale, Claire-Lise Schwok, Pierre Vaisse, Milan, Silvana, 2007
- Hassan Fathy dans son temps, sous la dir. de Leïla el-Wakil, Gollion/Paris, Infolio, 2013